# Devrim Lingnau
Devrim Lingnau (* 1998 in Mannheim) ist eine deutsche Schauspielerin.

## Leben
Devrim Lingnau wurde als Tochter eines türkischen Vaters und einer deutschen Mutter in Mannheim geboren und wuchs zweisprachig (Deutsch/Türkisch) auf. Während der Schulzeit tanzte sie Ballett und besuchte die Akademie des Tanzes an der Hochschule für Musik und Darstellende Kunst Mannheim. An der Staatlichen Akademie der Bildenden Künste Karlsruhe begann sie ein Studium der Freien Kunst in der Klasse von Ulla von Brandenburg. 2024 erhielt sie ihr Diplom.
2014 war sie in einem Einspielfilm der ZDF-Fernsehserie Aktenzeichen XY … ungelöst zu sehen. In der dritten und vierten Staffel der Jugend-Mysteryserie Fluch des Falken des Bayerischen Rundfunks und des Kinderkanals KiKA hatte sie von 2014 bis 2015 eine durchgehende Rolle als Deutschtürkin Yasemin. Im Fernsehzweiteiler Unter Verdacht: Verlorene Sicherheit (2017) der Kriminalfilmreihe Unter Verdacht von ZDF und Arte spielte sie unter der Regie von Andreas Herzog die Deutschtürkin Aleyna Kara. In der Episode Kinderkram der ARD-Serie Die Kanzlei war sie 2018 in einer Episodenrolle als Tonja zu sehen.
Nach dem Abitur 2017 am Johann-Sebastian-Bach-Gymnasium in Mannheim-Neckarau drehte sie für die britische Kinoproduktion Carmilla von Emily Harris mit Jessica Raine, Hannah Rae und Tobias Menzies, in der sie die Titelrolle übernahm. Der Film wurde 2019 am Edinburgh International Film Festival uraufgeführt. 2018 stand sie für den Film Borga von York-Fabian Raabe als Filmtochter von Christiane Paul vor der Kamera. Weitere Fernsehrollen hatte sie 2019 in der Folge Still ruht der See der Reihe In Wahrheit als Nesrin sowie im Bozen-Krimi Gegen die Zeit als Vanessa Born. Im Kinofilm Auerhaus von Neele Leana Vollmar hatte sie 2019 eine Hauptrolle als Cäcilia. 2020 stand sie für Dreharbeiten zur Folge Allmen und das Geheimnis der Erotik aus der Filmreihe Allmen als Jasmin Sterner vor der Kamera.
Seit 2022 spielt sie die Titelrolle in der Netflix-Serie Die Kaiserin über Elisabeth von Österreich-Ungarn an der Seite von Philip Froissant als Kaiser Franz Joseph I.

## Filmografie (Auswahl)
- 2014: Aktenzeichen XY … ungelöst (Fernsehserie, eine Episode)
- 2014–2015: Fluch des Falken (Fernsehserie)
- 2017: Unter Verdacht: Verlorene Sicherheit (Fernsehreihe, 2 Episoden)
- 2018: Immortality (Mini-Serie)
- 2018: Die Kanzlei – Kinderkram (Fernsehserie, eine Episode)
- 2019: In Wahrheit – Still ruht der See (Fernsehfilm)
- 2019: Carmilla – Führe uns nicht in Versuchung (Carmilla)
- 2019: Der Bozen-Krimi – Gegen die Zeit (Fernsehreihe, eine Episode)
- 2019: Auerhaus
- 2020: Der Kriminalist – Wir haben es nicht besser verdient (Fernsehserie, eine Episode)
- 2021: Borga
- 2021: Allmen und das Geheimnis der Erotik (Fernsehfilmreihe, eine Episode)
- 2022–2024: Die Kaiserin (Fernsehserie, 12 Episoden)
- 2025: Hysteria

## Auszeichnungen
- 2023: Deutscher Schauspielpreis 2023 in der Kategorie Nachwuchs für Die Kaiserin[13][14]
- 2025: European Shooting Star (Berlinale 2025)[15][16]
- 2025: Quotenmeter Fernsehpreis – Nominierung in der Kategorie Beste Hauptdarstellerin einer Serie oder Reihe für Die Kaiserin[17]